# Witt (Illinois)
Witt – miasto w Stanach Zjednoczonych, w stanie Illinois, w hrabstwie Montgomery.